# Mimoplocia notata
Mimoplocia notata är en skalbaggsart som först beskrevs av Newman 1842.  Mimoplocia notata ingår i släktet Mimoplocia och familjen långhorningar.
Artens utbredningsområde är Filippinerna. Inga underarter finns listade i Catalogue of Life.